# Robert Lottermoser
Robert Lottermoser (Bernau, Alemania, 3 de junio de 1976) es un árbitro de baloncesto alemán de FIBA. Considerado como uno de los mejores árbitros de Alemania. Participa regularmente en la Euroliga.

## Trayectoria
Robert, era un talentoso jugador de fútbol, que comenzó en el mundo del baloncesto en 1988. Arbitra en la Bundesliga desde 1994 y desde 2004 también es árbitro internacional de la FIBA. En febrero de 2012 la FIBA anunció que Lottermoser sería uno de los árbitros para los juegos Olímpicos de 2012.
Ha dirigido la Final Four de la Euroliga entre otras, la Final entre el Panathinaikos y Maccabi Electra Tel Aviv, en 2011. Por otro lado, ha sido designado en numerosos Playoff de la liga alemana de baloncesto.
También fue designado en el Campeonato de Europa de 2011 en Lituania. Además de muchos otros partidos, dirigió los cuartos de final entre Rusia y Serbia (77–67), y el partido por el tercer lugar entre Macedonia y Rusia (68–72).
Estuvo presente en los Juegos Olímpicos de 2016, donde dirigió, entre otras partidos, el encuentro de semifinales entre Australia y Serbia.

## Temporadas
| Categoría             | País     | Año               |
| --------------------- | -------- | ----------------- |
| Basketball Bundesliga | Alemania | 1994 - Actualidad |
| FIBA                  | Mundo    | 2004 - Actualidad |
| Euroliga              | Europa   | 2004 - Actualidad |